# Hur (Egipt)
Hur – miejscowość w Egipcie, w muhafazie Al-Minja. W 2006 roku liczyła 15 409 mieszkańców.